# 科丽娜化妆品博物馆
科丽娜化妆品博物馆（韓語：코리아나 화장박물관）也称为科丽娜艺术博物馆或科丽娜艺术文化综合体，是韩国首尔的一座博物馆。
它与韩国科丽娜化妆品公司有关。其藏品以科丽娜 执行董事之一于桑博士收藏的53,000件物品为基础。